# Schafgarben
Die Schafgarben (Achillea) sind eine Pflanzengattung in der Familie der Korbblütler (Asteraceae). Einige Achillea-Arten finden als Heilpflanzen Verwendung. Im deutschsprachigen Raum bezeichnet Schafgarbe meist Achillea millefolium.

## Beschreibung

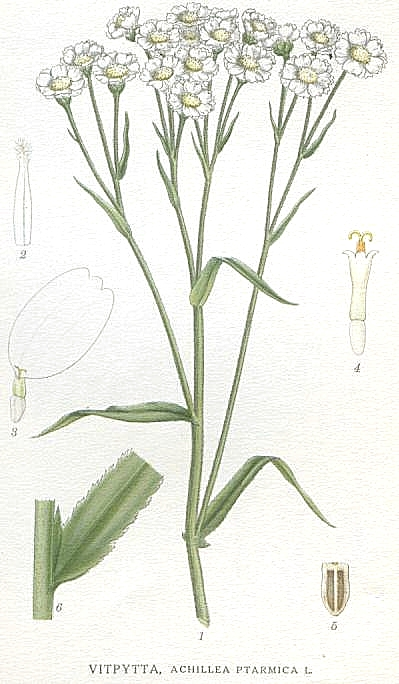
Illustration der Sumpf-Schafgarbe (Achillea ptarmica)

### Vegetative Merkmale
Bei den Achillea-Arten handelt es sich um ausdauernde krautige Pflanzen, selten Halbsträucher, die Wuchshöhen von 6 bis zu 80 Zentimetern erreichen. Meist duftet die ganze Pflanze aromatisch. Im Frühling treibt das Rhizom eine Blattrosette aus. Später wächst ein Stängel, auf dem sich die Blüten bilden. Der glatte bis behaarte Stängel ist zäh und innen markhaltig.
Die wechselständig angeordneten Laubblätter sind gestielt bis sitzend. Die Blattspreiten sind schmal und gefiedert.

### Generative Merkmale
Der einfache oder zusammengesetzte scheindoldige Blütenstand besteht aus vielen kleinen körbchenförmigen Teilblütenständen. 10 bis 30 Hüllblätter stehen in (ein bis) zwei bis drei (bis vier) Reihen. Die Blütenkörbchen weisen meist einen Durchmesser von 2 bis 3 (selten 5) Millimeter auf und enthalten (5 bis) 15 bis mehr als 75 Röhren- und selten keine, meist aber drei bis fünf (bis zwölf oder selten mehr) Zungenblüten. Die Farbe der Zungenblüten der meisten Arten ist weiß bis schwach gelblich, auch rosa Färbungen kommen vor.
Die Achänen besitzen meist zwei Rippen.

## Inhaltsstoffe
Inhaltsstoffe der Schafgarben-Arten sind Proazulen, ätherische Öle, Gerbstoffe, Flavonoide, Chamazulen (in seiner Vorstufe Matricin), Kampfer, Achillein und andere Bitterstoffe sowie verschiedene Mineralien (vor allem Kalium).

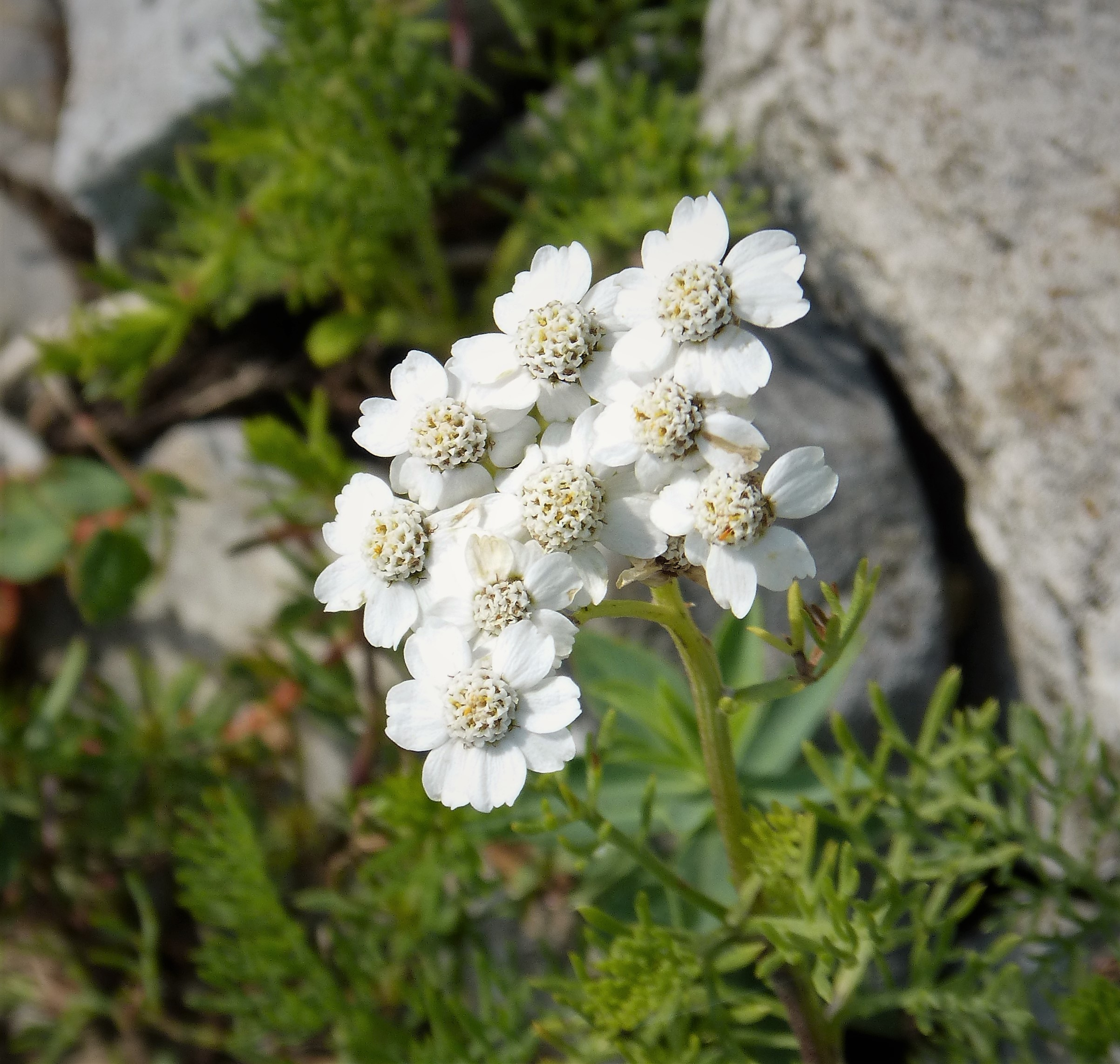
Achillea abrotanoides

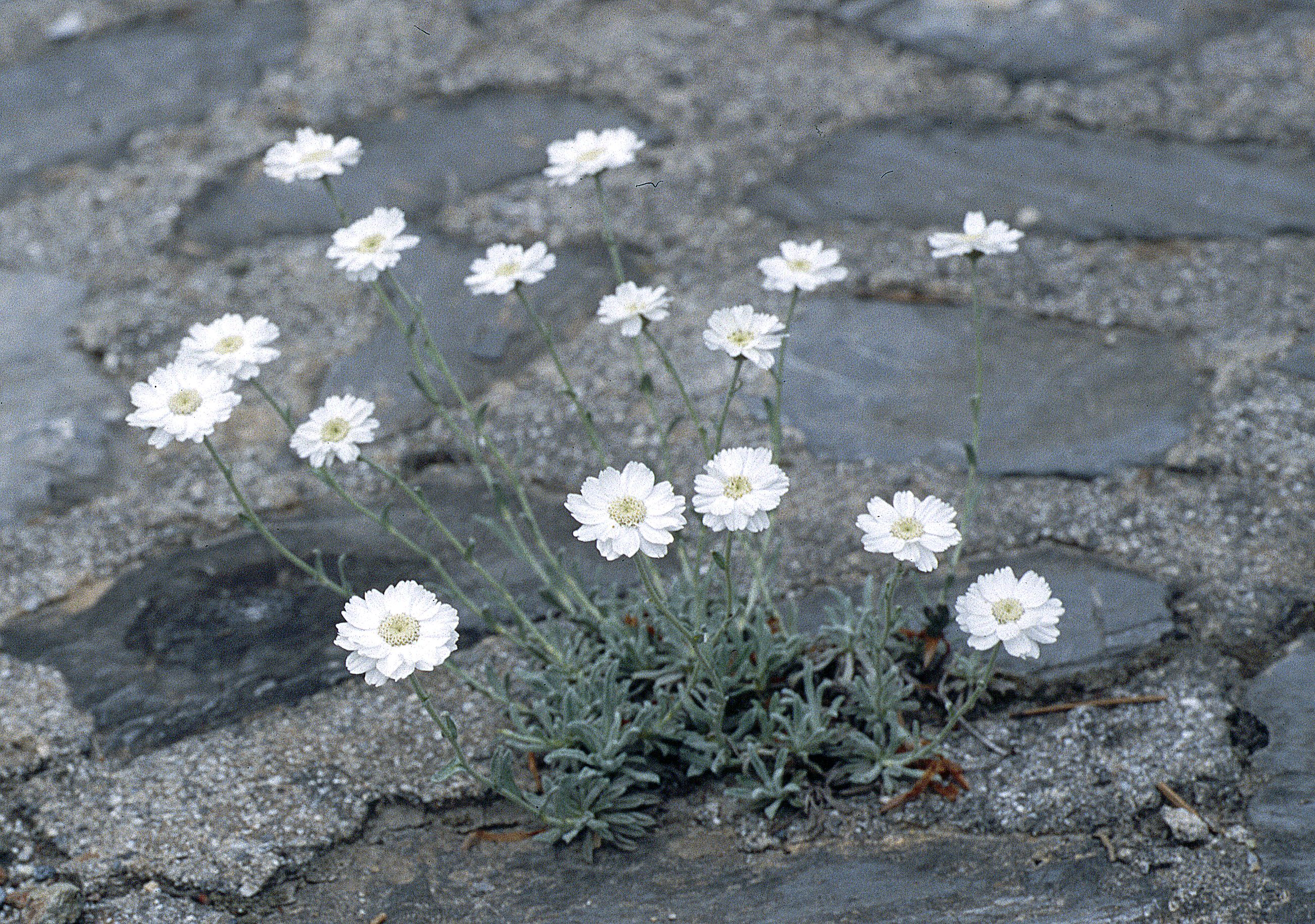
Achillea ageratifolia

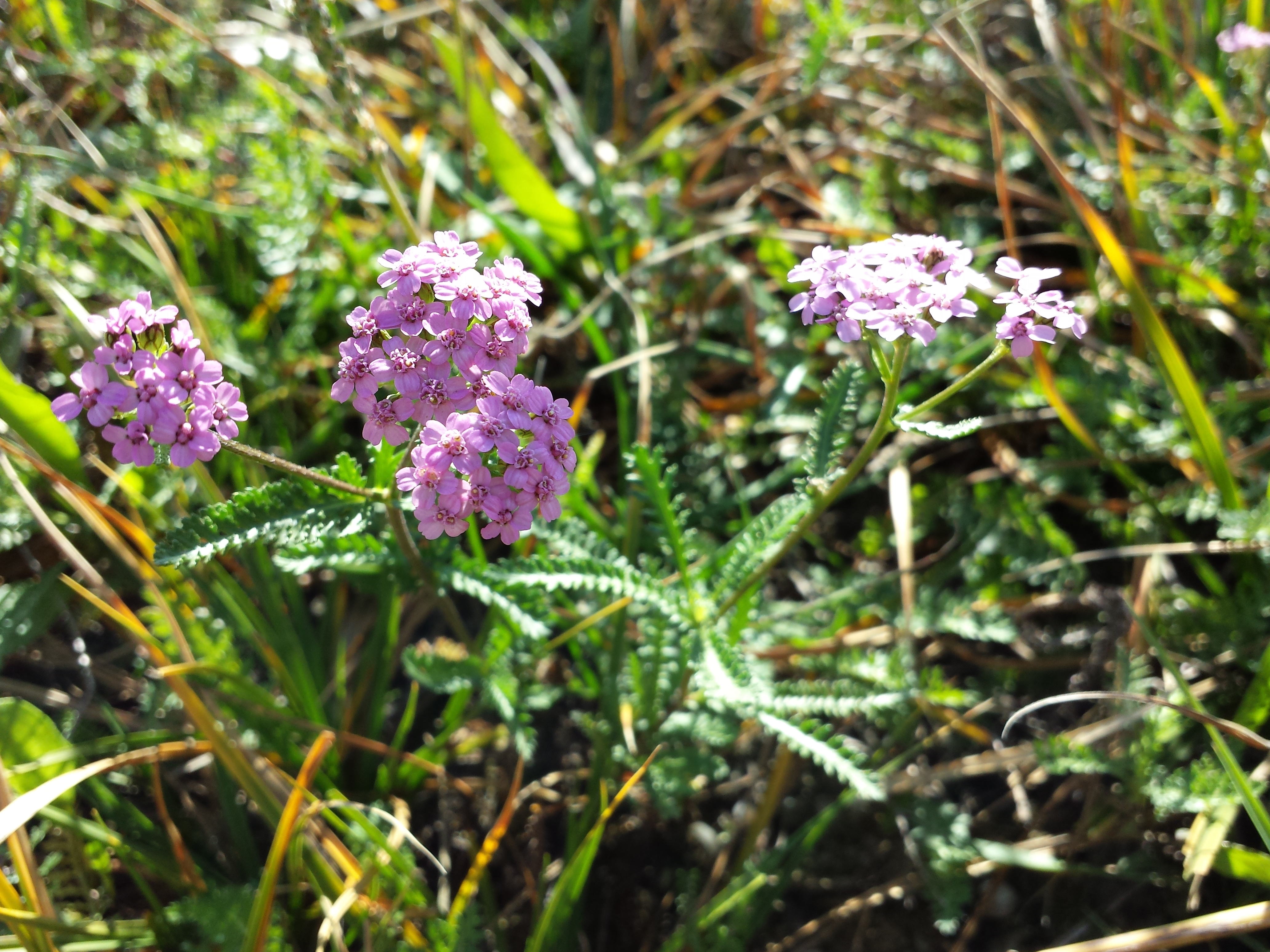
Farnblättrige Echt-Schafgarbe (Achillea aspleniifolia)

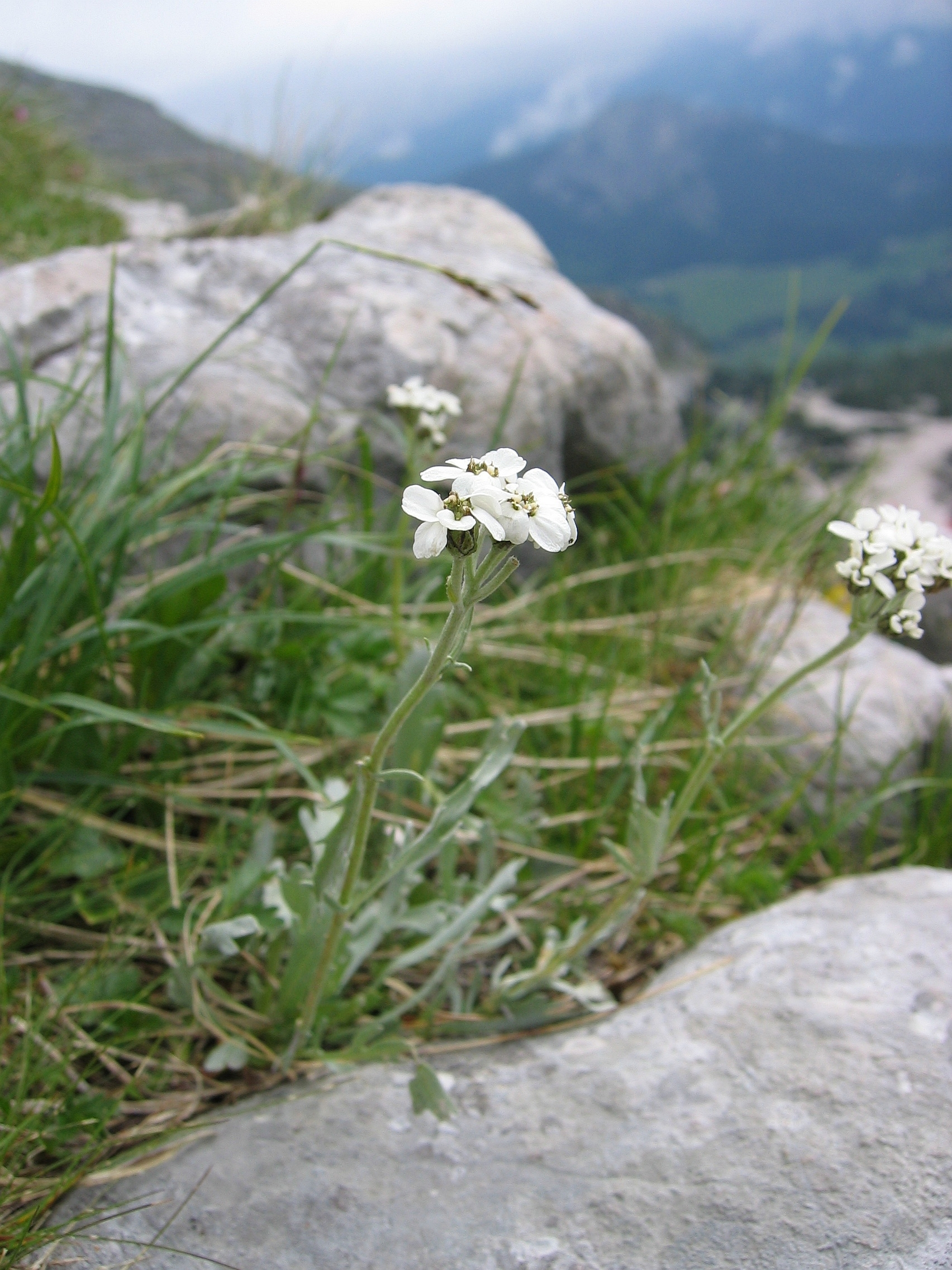
Bittere Schafgarbe (Achillea clavennae)

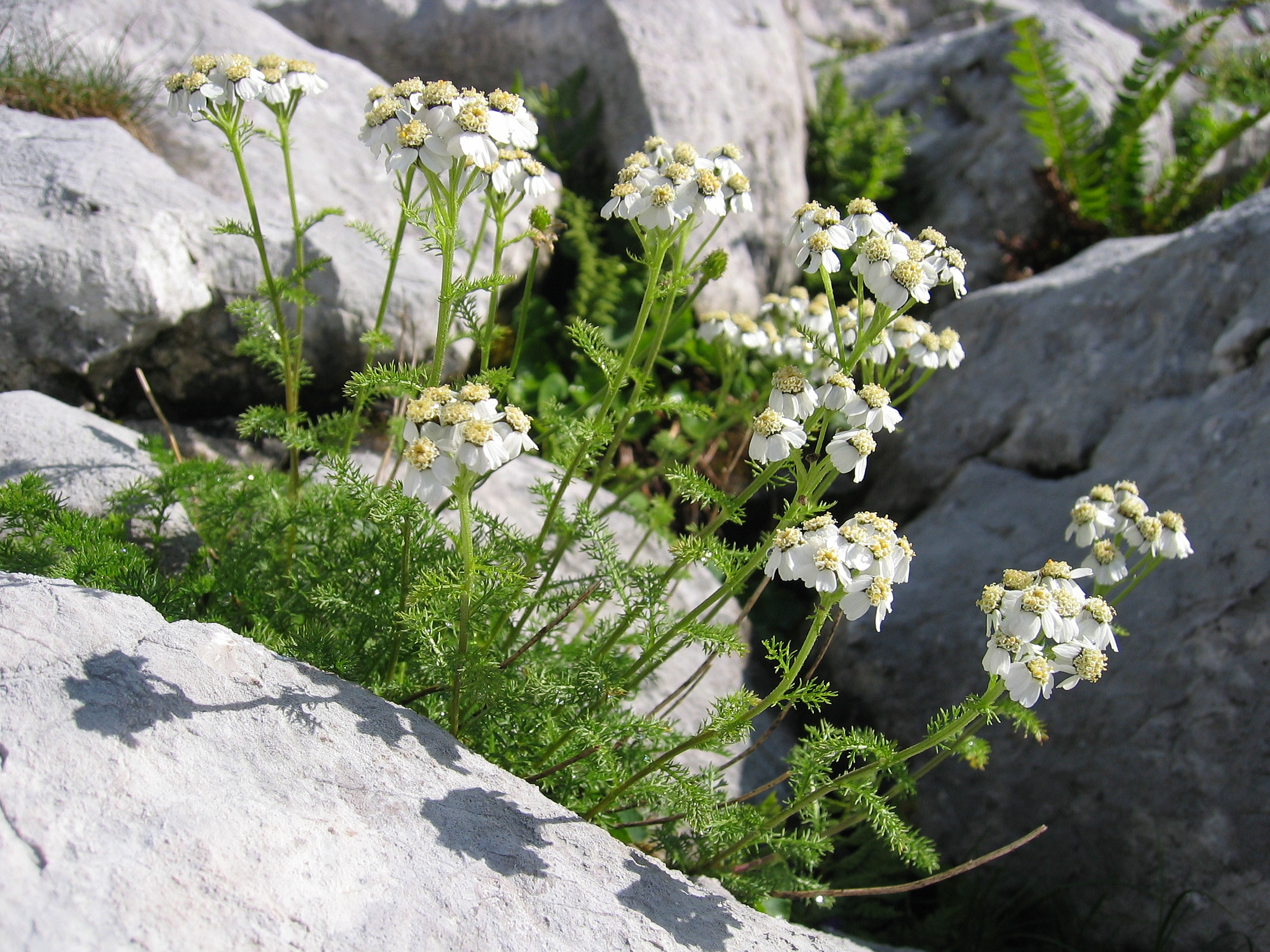
Clusius-Schafgarbe (Achillea clusiana)

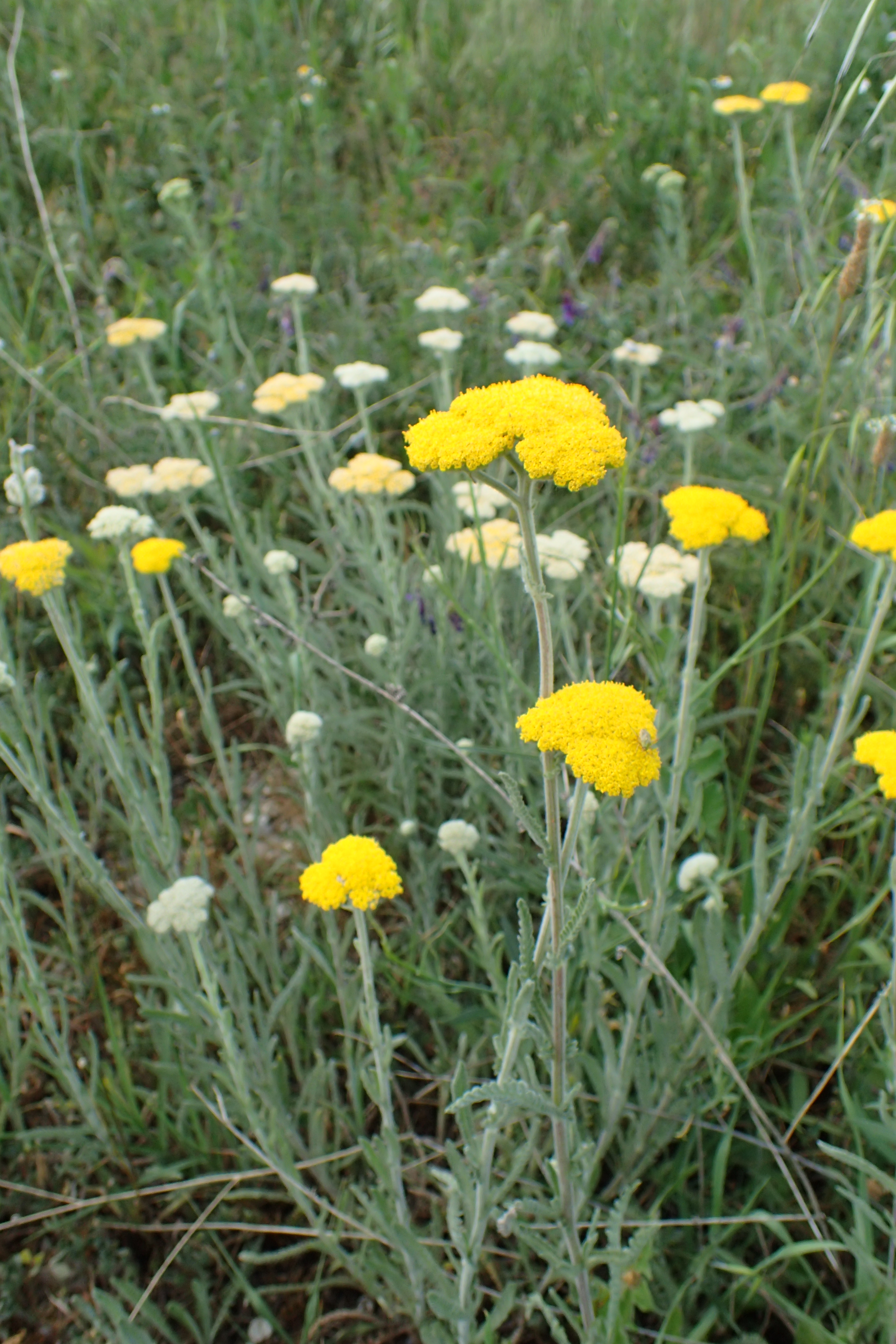
Goldquirlgarbe (Achillea clypeolata)

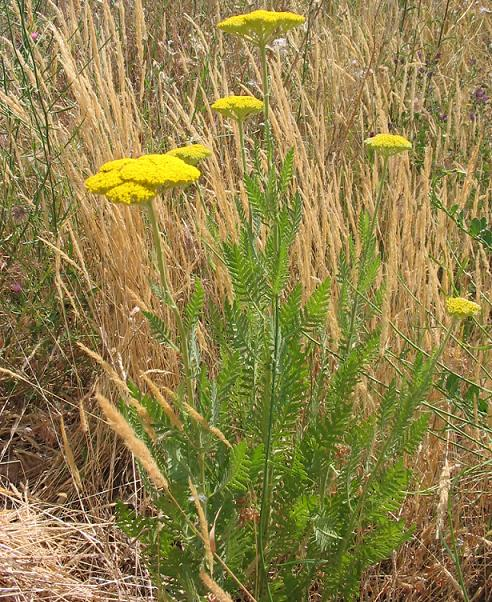
Gold-Schafgarbe (Achillea filipendulina)

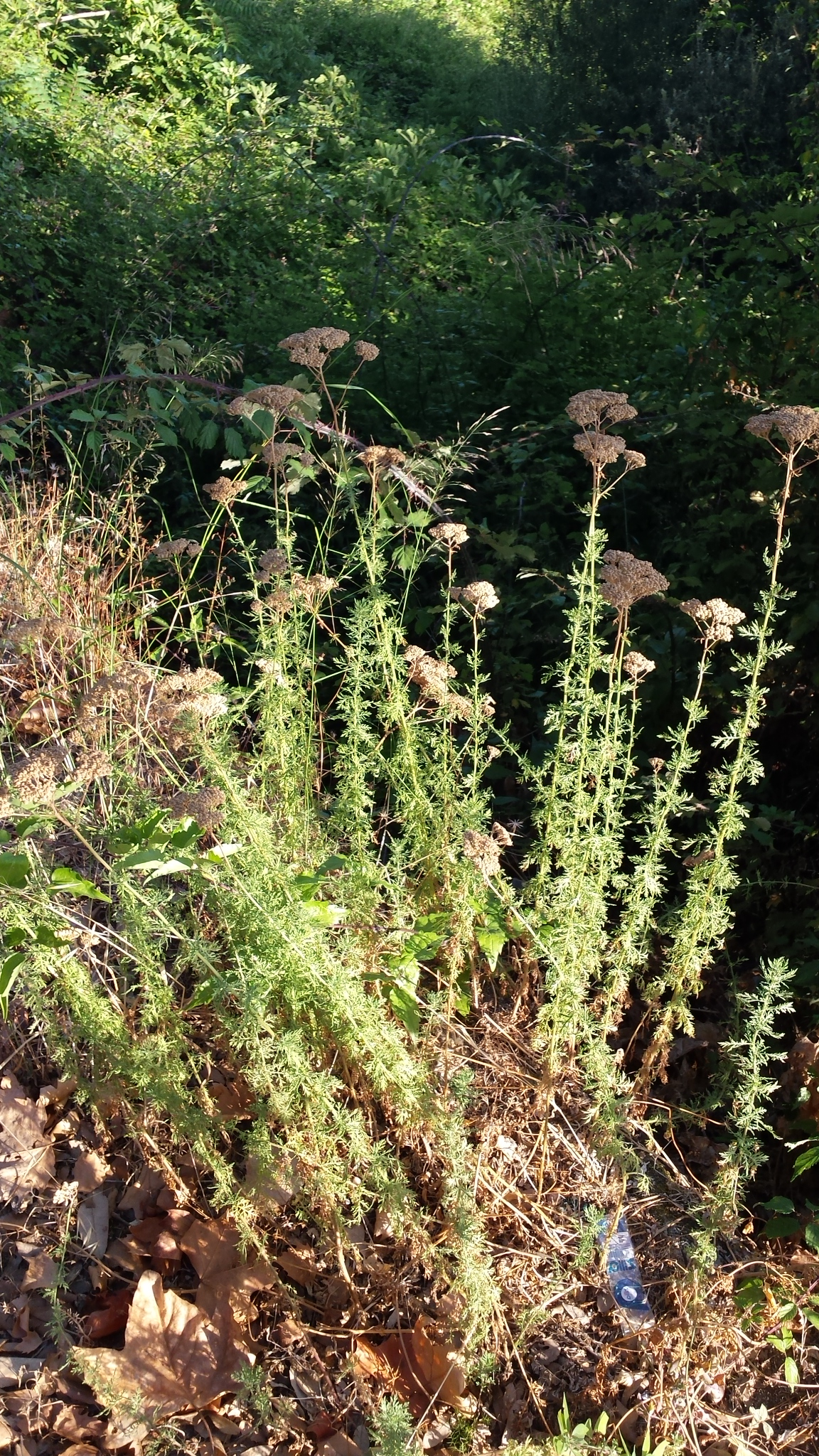
Achillea ligustica

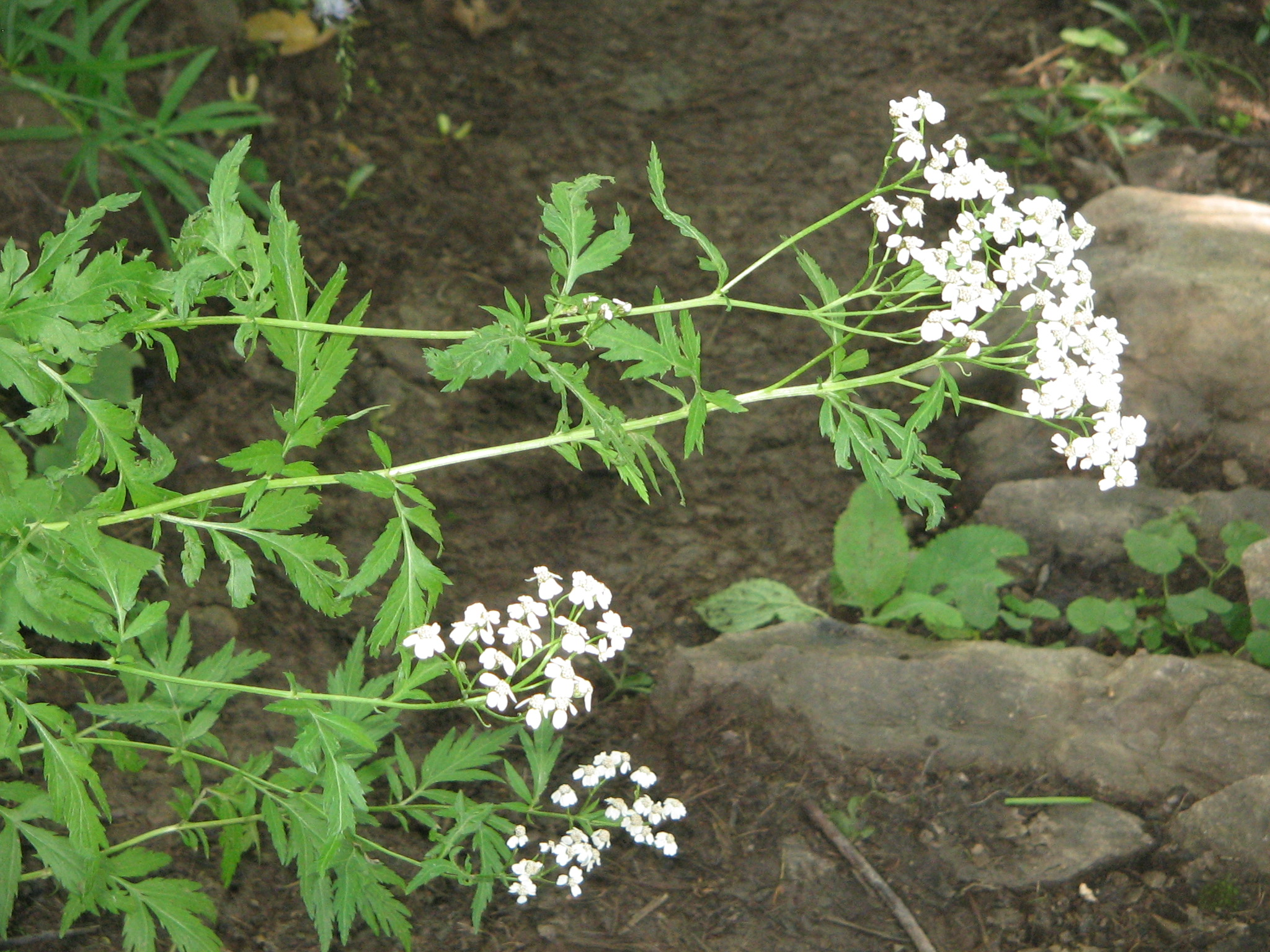
Großblättrige Schafgarbe (Achillea macrophylla)

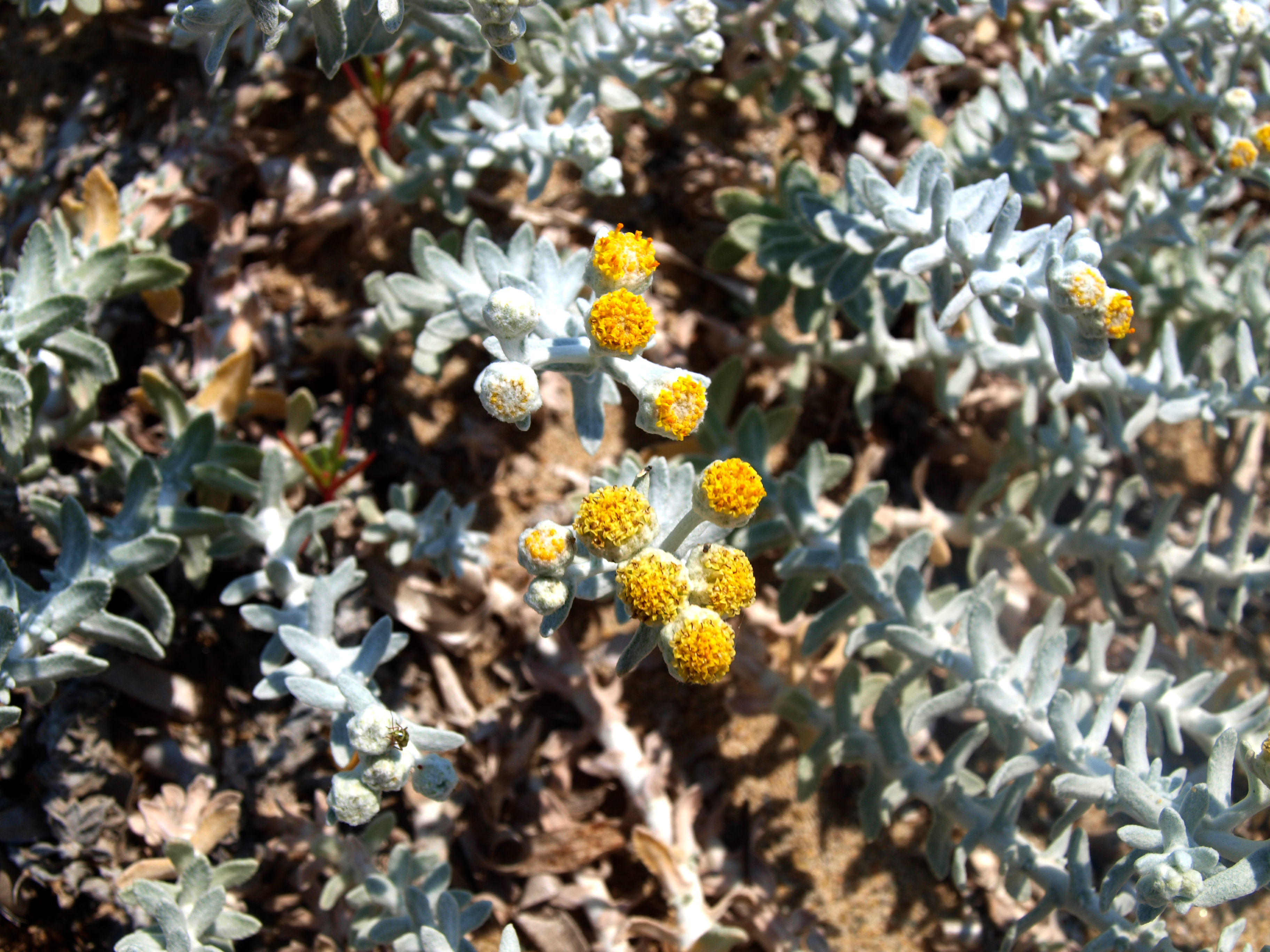
Achillea maritima

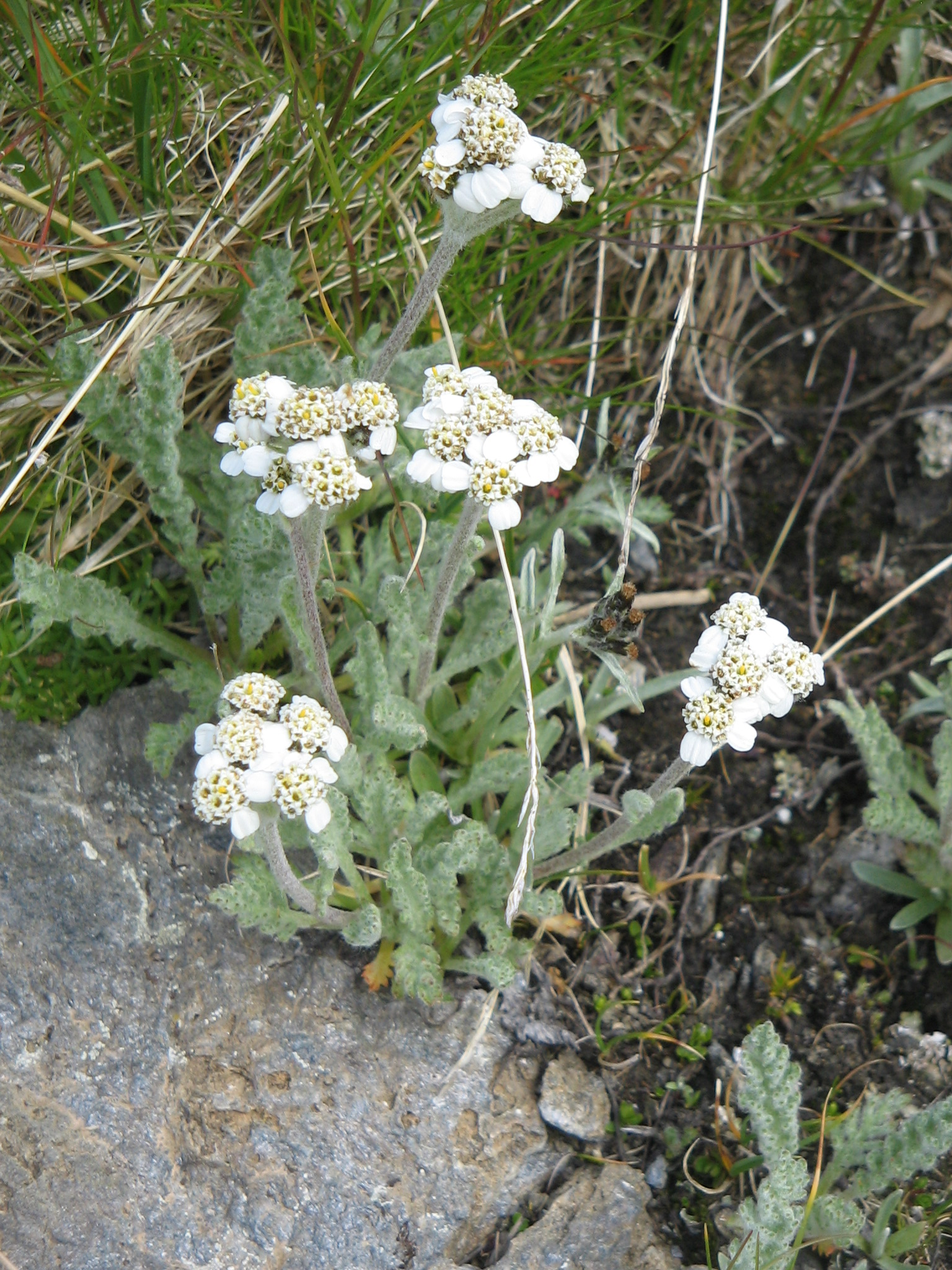
Zwerg-Schafgarbe (Achillea nana)

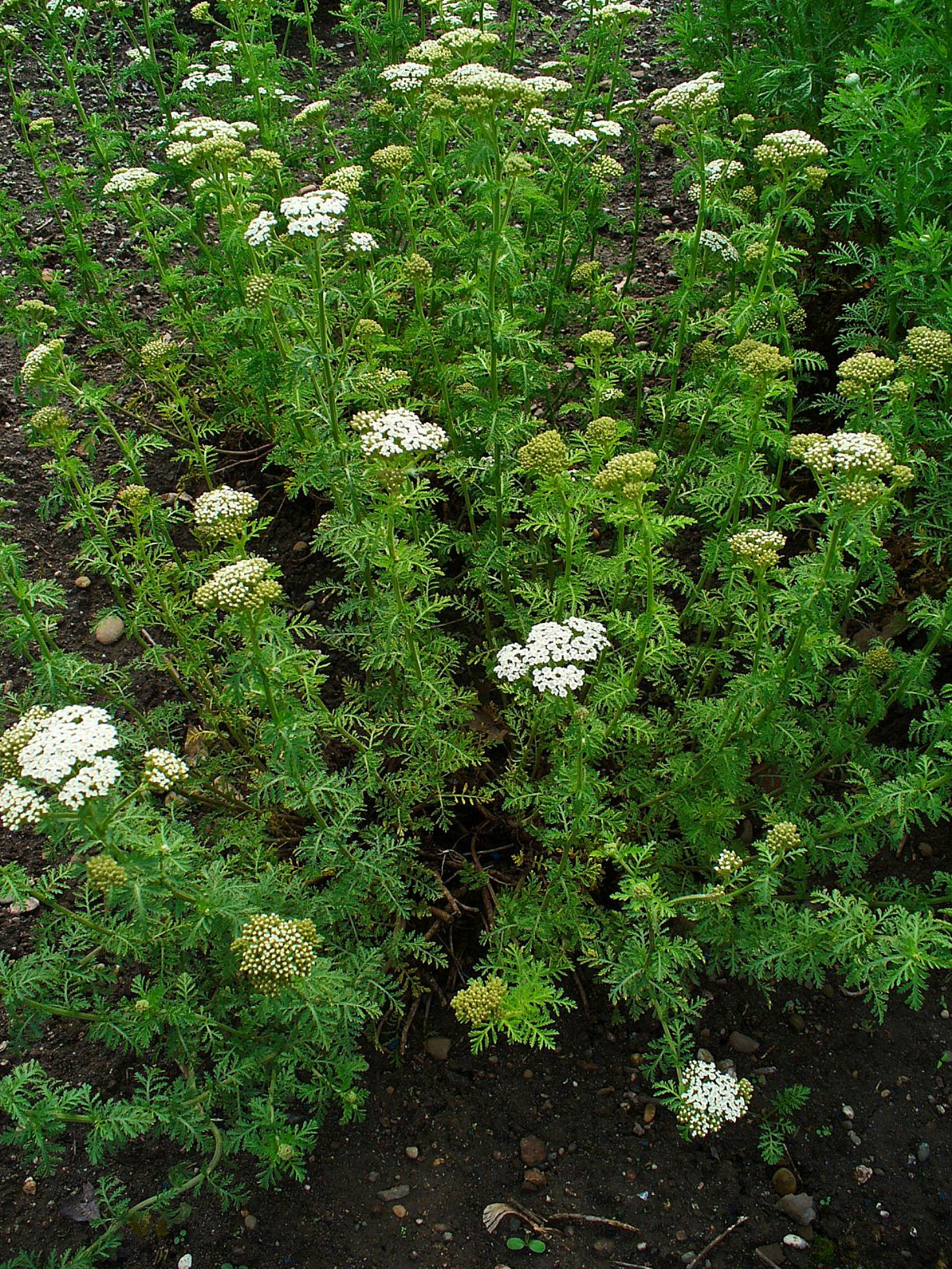
Edle Schafgarbe (Achillea nobilis)

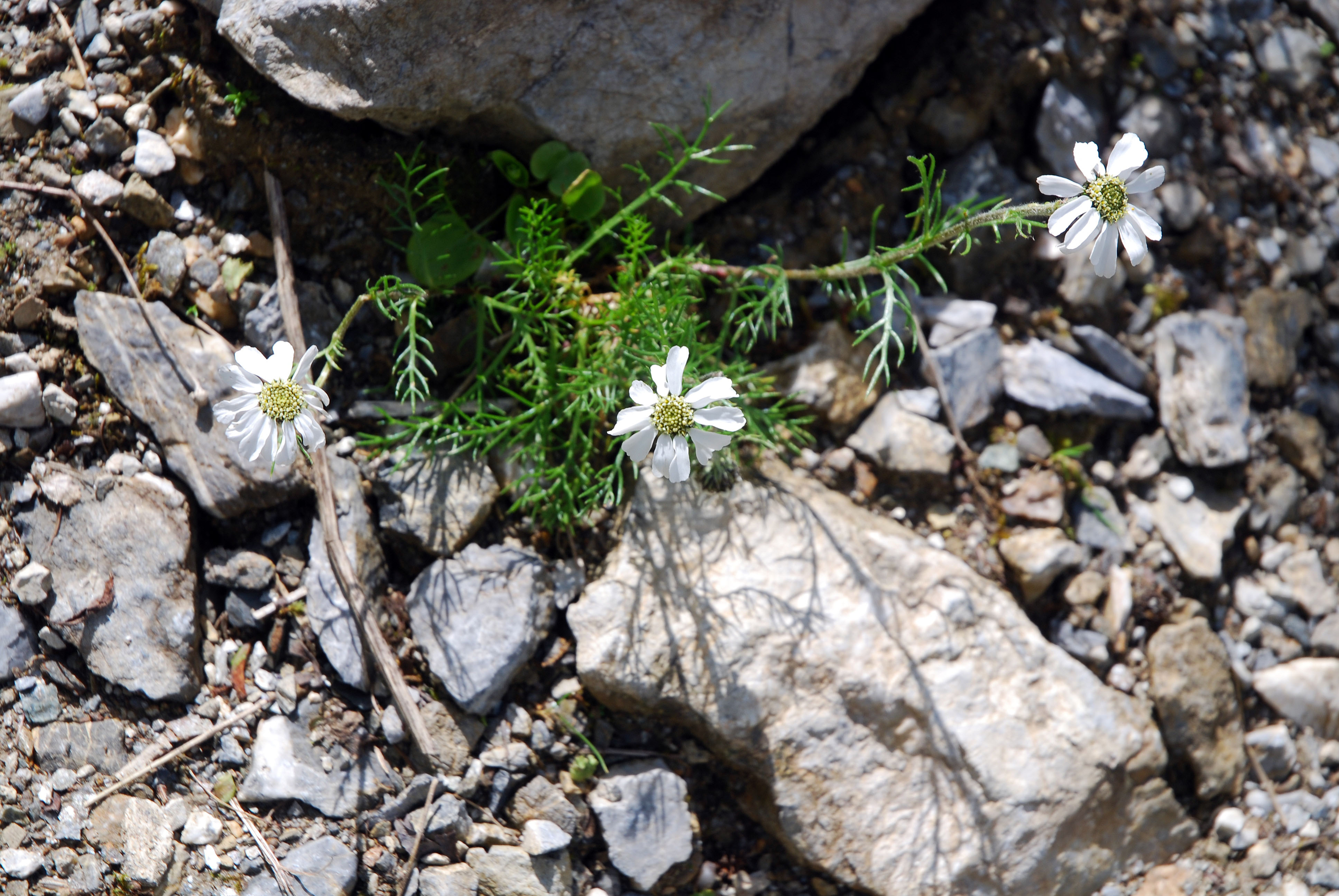
Dolomiten-Schafgarbe (Achillea oxyloba)

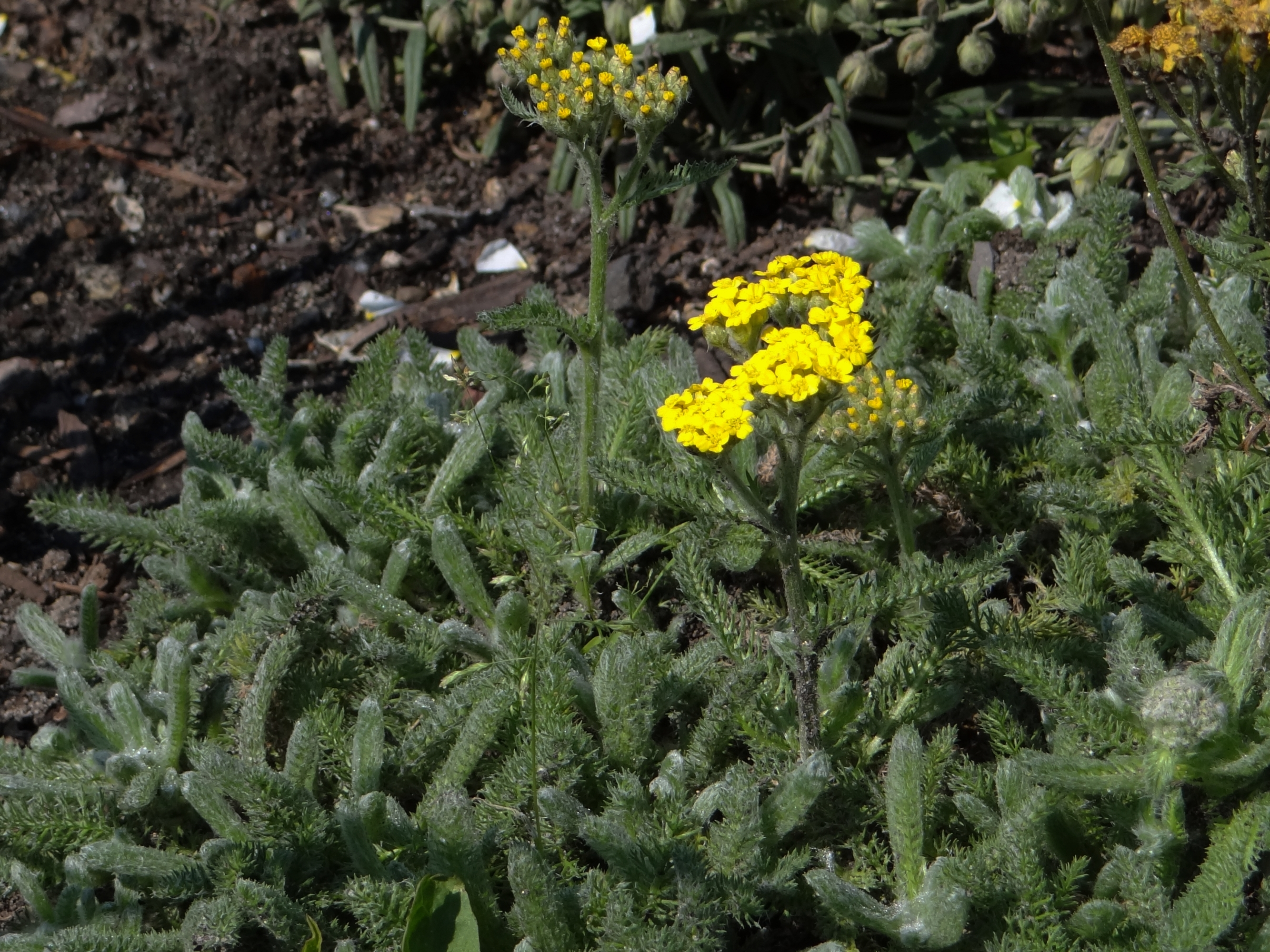
Gelbe Schafgarbe (Achillea tomentosa)

## Systematik und Verbreitung
Die Gattung Achillea wurde durch Carl von Linné aufgestellt. Der botanische Gattungsname Achillea leitet sich von dem griechischen Helden Achilles ab, welcher der Legende nach mit Hilfe dieser Pflanze einst seine Wunden behandelt haben soll. Synonyme für Achillea L. sind: Leucocyclus Boiss., Ptarmica Hill
Die Achillea-Arten sind in der subtropischen bis gemäßigten Zone Eurasiens beheimatet, einige Arten aber auch in Nordafrika und in Amerika. In ganz Europa sind sie bis zum Polarkreis und auch in den Alpen heimisch.
In der Gattung Achillea gibt es 115 bis 200 Arten (Auswahl):
- Achillea abrotanoides (Vis.) Vis.: Sie kommt in Kroatien, Serbien, Bosnien-Herzegowina, Montenegro, Albanien, Nordmazedonien und Griechenland vor.[4]
- Achillea absinthoides Halácsy: Sie kommt in Griechenland vor.[4]
- Griechische Schafgarbe (Achillea aegyptiaca L., Syn.: Achillea taygetea Boiss. & Heldr.): Die Heimat ist Griechenland.[3]
- Silbergarbe (Achillea ageratifolia (Sm.) Boiss.): Sie kommt in Südosteuropa auf Felsen in Höhenlagen oberhalb von 500 Metern vor.[3][5] Es gibt folgende Unterarten:
  - Achillea ageratifolia (Sm.) Boiss. subsp. ageratifolia: Sie kommt in Serbien, Albanien, Nordmazedonien, Bulgarien und Griechenland vor.[4]
  - Achillea ageratifolia subsp. aizoon (Griseb.) Heimerl: Sie kommt in Nordmazedonien und in Griechenland vor.[4]
  - Achillea ageratifolia subsp. serbica (Nyman) Heimerl (Syn.: Achillea serbica (Nyman) Petrović): Sie kommt in Serbien, Nordmazedonien, Bosnien-Herzegowina, Montenegro und Bulgarien vor.[4][4]
- Leberbalsam-Schafgarbe (Achillea ageratum L.; Syn.: Achillea decolorans Schrad.[3]): Sie ist in Südeuropa und Marokko verbreitet.[3]
- Achillea aleppica DC.[4]
- Achillea alpina L. (Syn.: Achillea sibirica Ledeb.): Sie ist in gemäßigten Gebieten Asiens und Nordamerikas weitverbreitet.[6][3]
- Achillea alexandri-regis Bornm. & Rudsky: Sie kommt nur in Serbien vor.[4]
- Achillea ambrosiaca (Boiss. & Heldr.) Boiss.: Sie kommt in Griechenland vor.[4]
- Achillea apiculata Orlova: Sie kommt im nördlichen europäischen Russland vor.[4]
- Achillea arabica Kotschy: Sie kommt auf der Sinaihalbinsel und in Vorderasien vor.[4]
- Achillea armenorum Boiss. & Hausskn.: Sie kommt in der Türkei vor.[4]
- Achillea asiatica Serg.: Sie ist in Asien verbreitet.[3]
- Achillea aspleniifolia Vent.: Sie ist in Mittel- und Südosteuropa verbreitet.[3][4]
- Schwarzrandige Schafgarbe (Achillea atrata L.)
- Achillea baldaccii Degen: Sie kommt in Serbien und in Albanien vor.[4]
- Achillea barbeyana Heldr. & Heimerl: Sie kommt nur in Griechenland vor.[4]
- Achillea barrelieri (Ten.) Sch.Bip.: Es gibt Unterarten, die alle in Italien vorkommen:[4]
  - Achillea barrelieri (Ten.) Sch.Bip. subsp. barrelieri
  - Achillea barrelieri subsp. elegans (Fiori) Bazzich.
  - Achillea barrelieri subsp. mucronulata (Bertol.) Heimerl
- Achillea biebersteinii Afan.: Sie ist in Südosteuropa und Asien verbreitet.[3]
- Achillea biserrata M. Bieb.: Sie ist im Kaukasusraum verbreitet.[3]
- Achillea boissieri Boiss.: Sie kommt in der Türkei vor.[4]
- Achillea brachyphylla Boiss. & Hausskn.: Sie kommt in der Türkei vor.[4]
- Achillea cappadocica Hausskn. & Bornm.: Sie kommt in der Türkei vor.[4]
- Achillea carpatica Dubovik: Sie kommt in der Slowakei und in der Ukraine vor.[4]
- Achillea chamaemelifolia Pourr.: Sie kommt in Spanien, Andorra und Frankreich vor.[4]
- Achillea chrysocoma Friv.: Sie ist in Südosteuropa verbreitet.[3]
- Bittere Schafgarbe oder Steinraute (Achillea clavennae L.): Sie ist in Mittel- und Südosteuropa verbreitet.[3]
- Clusius-Schafgarbe (Achillea clusiana Tausch): Sie ist in Mittel- und Südosteuropa verbreitet.[3]
- Goldquirlgarbe (Achillea clypeolata Sm.): Sie ist in Südosteuropa und in der Türkei verbreitet.[3]
- Achillea coarctata Poir.: Sie kommt auf der Balkanhalbinsel, in Bulgarien, Rumänien, Republik Moldau, in der Ukraine und in der Türkei vor.[4]
- Hügel-Wiesenschafgarbe (Achillea collina (Wirtg.) Heimerl): Sie ist in Europa und Westasien verbreitet.[3][4]
- Achillea conferta DC.: Die Heimat ist der Iran und der Irak.[3]
- Achillea cretica L.: Sie kommt in Griechenland, auf Inseln der Ägäis, in der Türkei und auf Zypern sowie Kreta vor.[4]
- Meerfenchelblättrige Schafgarbe (Achillea crithmifolia Waldst. & Kit.): Sie ist in Mitteleuropa, Südosteuropa und in der Türkei verbreitet.[3]
- Achillea cucullata Bornm.: Sie kommt in der Türkei vor.[4]
- Achillea distans Waldst. & Kit. ex Willd.: Sie ist in Europa verbreitet.[3]
- Achillea erba-rotta All.. Es gibt folgende Unterarten:
  - Achillea erba-rotta subsp. erba-rotta: Sie kommt nur in Frankreich und in Italien vor.[4]
  - Moschus-Schafgarbe (Achillea erba-rotta subsp. moschata (Wulfen) Vacc.; Syn.: Achillea moschata Wulfen): Sie kommt in Frankreich, Italien, Österreich und der Schweiz vor.[4]
- Achillea euxina Klokov: Sie kommt in der Ukraine und auf der Krim vor.[4]
- Achillea falcata L.: Sie ist Westasien (Türkei, Syrien, Israel, Libanon, Irak) verbreitet.[3]
- Gold-Schafgarbe oder Goldgarbe (Achillea filipendulina Lam., oft „Achillea filipendula“ genannt): Sie ist in West- bis Mittelasien verbreitet.[3]
- Achillea formosa (Boiss.) Sch. Bip.: Sie kommt in der Türkei vor.[4]
- Achillea fraasii Sch.Bip.: Sie kommt in der Türkei, in Griechenland, Albanien, Serbien, Montenegro und Nordmazedonien vor.[4]
- Achillea fragrantissima (Forssk.) Sch. Bip.[4]
- Achillea glaberrima Klokov: Sie kommt in der Ukraine vor.[4]
- Achillea goniocephala Boiss. & Balansa: Sie kommt in der Türkei vor.[4]
- Achillea grandifolia Friv.: Sie ist in Europa und die Türkei verbreitet.[3]
- Achillea gypsicola Hub.-Mor.: Sie kommt in der Türkei vor.[4]
- Achillea hamzaoglui Arabacı & Budak: Sie kommt in der Türkei vor.[4]
- Achillea holosericea Sm.: Sie kommt in Serbien, Albanien, Nordmazedonien und in Griechenland vor.[4]
- Achillea horanszkyi Ujhelyi: Sie kommt in Ungarn vor.[4]
- Achillea impatiens L.: Sie kommt in Rumänien, Russland, Sibirien und im nördlichen Xinjiang vor.[3]
- Achillea inundata Kondr.
- Achillea ketenoglui H.Duman: Sie kommt in der Türkei vor.[4]
- Achillea kotschyi Boiss.: Sie kommt in der Türkei und in Bulgarien vor.[4]
- Achillea latiloba Nordm.: Sie kommt in der Türkei und in Georgien vor.[4]
- Achillea leptophylla M.Bieb.[4]
- Achillea ligustica All.: Die Heimat ist Südeuropa und Nordafrika.[4]
- Achillea lingulata Waldst. & Kit.: Sie ist in Südosteuropa und in der Ukraine verbreitet.[3]
- Achillea lycaonica Boiss. & Heldr.: Sie kommt in der Türkei vor.[4]
- Achillea macrocephala Rupr.: Sie ist Ostasien (Russland, Japan) verbreitet.[3]
- Großblättrige Schafgarbe (Achillea macrophylla L.): Sie kommt in Deutschland, Österreich, Frankreich, Italien und in der Schweiz.[3]
- Achillea magnifica Hub.-Mor.: Die Heimat ist die Türkei.[3]
- Achillea maritima (L.) Ehrend. & Y.P.Guo (Syn.: Otanthus maritimus (L.) Hoffmanns. & Link): Sie kommt in Europa, Nordafrika und Vorderasien vor.[4]
- Achillea maura Humbert: Sie kommt in Marokko vor.[4]
- Achillea membranacea (Labill.) DC.[4]
- Achillea micrantha Willd.[4]
- Achillea micranthoides Klokov: Sie kommt in der Ukraine vor.[4]
- Gewöhnliche Wiesen-Schafgarbe (Achillea millefolium L., Syn.: Achillea millefolium subsp. lanulosa (Nutt.) Piper, Achillea lanulosa Nutt.): Sie ist in Eurasien, Nord- und Zentralamerika weitverbreitet[4] und ist fast weltweit ein Neophyt.[3]
- Achillea milliana H.Duman: Sie kommt in der Türkei vor.[4]
- Achillea monocephala Boiss. & Balansa: Sie kommt in der Türkei vor.[4]
- Achillea multifida (DC.) Griseb.: Sie kommt in der Türkei, in Nordmazedonien und in Bulgarien vor.[4]
- Zwerg-Schafgarbe (Achillea nana L.)
- Achillea nigrescens (E.Mey.) Rydb.
- Edle Schafgarbe (Achillea nobilis L.): Sie ist in Eurasien weitverbreitet.[3]
- Achillea occulta Constantin. & Kalpoutz.: Sie kommt in Griechenland vor.[4]
- Achillea ochroleuca Ehrh.: Sie kommt in der Slowakei, in Ungarn, Rumänien, Republik Moldau, Bulgarien, Serbien und in der Ukraine vor.[4]
- Achillea odorata L.: Sie kommt in Spanien, Frankreich, Italien, Algerien und Marokko vor.[3]
- Achillea oligocephala DC.[4]
- Dolomiten-Schafgarbe (Achillea oxyloba (DC.) Sch.Bip.): Es gibt folgende Unterarten:[4]
  - Achillea oxyloba (DC.) Sch.Bip. subsp. oxyloba: Sie kommt in Österreich und in Italien vor.[4]
  - Achillea oxyloba subsp. schurii (Schultz Bip.) Heimerl: Sie kommt in Rumänien und in der Ukraine vor.[4]
- Achillea phrygia Boiss. & Balansa: Sie kommt in der Türkei vor.[4]
- Achillea pindicola Hausskn.: Sie kommt in Serbien, Albanien, Nordmazedonien und in Griechenland vor.[4]
- Rasige Wiesen-Schafgarbe (Achillea pratensis Saukel & R.Länger): Sie kommt in Frankreich, Deutschland, Tschechien, Österreich, Italien, Kroatien, Rumänien und in der Slowakei vor.[4]
- Achillea pseudoaleppica Hub.-Mor.: Sie kommt in der Türkei vor.[4]
- Achillea pseudopectinata Janka: Sie ist in Europa verbreitet.[3][4]
- Sumpf-Schafgarbe (Achillea ptarmica L.): Sie ist in Europa verbreitet.[3]
- Achillea ptarmicifolia (Willd.) Heimerl: Sie ist im Kaukasusraum verbreitet.[3]
- Achillea pyrenaica Sibth. ex Godr.: Die Heimat ist Spanien und Frankreich.[3]
- Blaßrote Wiesen-Schafgarbe (Achillea roseoalba Ehrend.): Sie kommt in Frankreich, Deutschland, in der Schweiz, in Italien, Slowenien und Rumänien vor.[4]
- Achillea rupestris Porta (Syn.: Achillea erba-rotta subsp. rupestris (Porta) Vacc.): Die Heimat ist Italien.[4][3]
- Weidenblättrige Sumpf-Schafgarbe (Achillea salicifolia Besser, Syn.: Achillea cartilaginea Ledeb. ex Rchb.)[4]
- Achillea santolina L.: Sie ist Nordafrika, Westasien und Pakistan weitverbreitet.[3]
- Achillea santolinoides Lag.: Sie kommt in Nordafrika, in Spanien und in Westasien vor. Mit den Unterarten:
  - Achillea santolinoides subsp. santolinoides: Sie kommt in Marokko und in Spanien vor.[4]
  - Achillea santolinoides subsp. wilhelmsii (K.Koch) Greuter (Syn.: Achillea wilhelmsii K.Koch): Sie ist in der Türkei, im Kaukasusraum, in Syrien, im Irak, im Iran, Zentralasien, Afghanistan und Pakistan weitverbreitet.[7]
- Achillea schischkinii Sosn.: Sie kommt in der Türkei vor.[4]
- Achillea sedelmeyeriana Sosn.: Sie kommt in Georgien vor.[4]
- Ungarische Wiesen-Schafgarbe (Achillea seidlii J.Presl & C.Presl, Syn.: Achillea pannonica Scheele)[4]
- Feinblättrige Schafgarbe (Achillea setacea Waldst. & Kit.): Sie ist in Eurasien verbreitet.[3][4]
- Achillea sieheana Stapf: Sie kommt in der Türkei vor.[4]
- Achillea sintenisii Hub.-Mor.: Sie kommt in der Türkei vor.[4]
- Achillea sipikorensis Hausskn.: Sie kommt in der Türkei vor.[4]
- Achillea sivasica Çelik & Akpulat: Sie kommt in der Türkei vor.[4]
- Achillea spinulifolia Boiss.: Sie kommt in der Türkei vor.[4]
- Achillea stepposa Klokov & Krytzka[4]
- Achillea styriaca Saukel & Danihelka: Sie kommt in Österreich und in Tschechien vor.[4]
- Achillea taygetea Boiss. & Heldr.: Sie kommt in Griechenland vor.[4]
- Achillea tenuifolia Lam.: Sie kommt in der Türkei, in Aserbaidschan, Armenien und im Iran vor.[3]
- Achillea teretifolia Willd.: Sie kommt in der Türkei vor.[4]
- Achillea thracica Velen. (Syn. Achillea millefoliata Grecescu): Sie kommt in Rumänien und in Bulgarien vor.[4]
- Gelbe Schafgarbe (Achillea tomentosa L.): Sie kommt in Spanien, Frankreich, der Schweiz, Italien und Kroatien vor.[3]
- Achillea umbellata Sm.: Die Heimat ist Griechenland.[3]
- Achillea vermicularis Trin.: Sie ist in der Türkei, in Armenien, Aserbaidschan, im Irak und Iran verbreitet.[3]
- Achillea virescens (Fenzl) Heimerl (Syn.: Achillea odorata var. virescens Fenzl, Achillea odorata subsp. paucidentata (Ambrosi) Briq., Achillea nobilis var. paucidentata Ambrosi): Sie kommt in Slowenien, Italien, Kroatien, Bosnien-Herzegowina, Albanien und Montenegro vor.[4]

## Verwendung
Verwendung finden die blühenden Schafgarben als Bitter-Tonika bei Verdauungsstörungen und Koliken. Zudem werden die Blüten zur Pflege der Gesichtshaut in Dampfbädern eingesetzt. Die frischen Triebe und Blätter können außerdem als Beigabe zu Salaten verwendet werden und die ätherischen Öle wirken schleimlösend.
Die Schafgarbe ist nach Achilles benannt: er hatte beim heilkundigen Kentaur Chiron gelernt, die Eigenschaften des Krautes zu nutzen und heilte damit eine eiternde Wunde des Königs Telephos. Im Altertum wurde die Schafgarbe zur Wundheilung und zur Stillung von Blutungen verwendet. In Nordamerika und in China wird sie schon seit 4000 Jahren benutzt. Die Germanen schrieben ihr offensichtlich schützende Eigenschaften gegen praktisch alle Krankheiten zu.
Aus den Stängeln wurden Stäbchen für das traditionelle chinesische Schafgarbenorakel gefertigt, siehe auch I Ging.